# أحمد الصاوي محمد
أحمد الصاوي محمد (20 يناير 1902- 22 يونيو 1989م)هو أول رئيس تحرير مصري لصحيفة مصرية.

## حياته ونشاته
من مواليد 20 يناير 1902 بإحدى قرى الصعيد وحصل على دبلوم الصحافة، ودبلوم العلوم الاجتماعية بدرجة شرف من جامعة السوربون عام 1930م. بدأ حياته العملية بالعمل بوزارة الداخلية عام 1920، ثم عين موظفا بالمناجم عام 1921م. بدأ حياته الصحفية في جريدة السياسية، ومن خلالها كتب أول مقالاته، وقدمه بصورة جيدة جعلت السيدة هدى شعراوي تشيد به، بل وطلبت مقابلته، وساعدته في سفره إلى باريس لدراسة الصحافة، وأثناء دراسته داوم على مراسلة جريدة «الأهرام»، ومجلة «آخر ساعة».

## مسيرته
- في عام 1935 أصدر مجلة (مجلتي)
- في عام 1973 أسس مطبعة ولكنها أغلقت
- حرر باب بجريدة الأهرام بعنوان (ماقل ودل)
- ابتكر باب (زكيبة البريد) في جريدة الأهرام وأقفل بمجرد انتقالة من الأهرام إلى الأخبار

## مؤلفاته
التلميذة الخالدة – فوشيه – الشيطان لعبته المرأة والمرآة لعبتها الرجل – حياة قلب – مدينه باريس في زهوها – انهيار أوروبا- الرقص على البارود- الدب الأحمر – أنا المشرق- مزيد من الحرية والسياسة) - له ثلاث مسرحيات مترجمة، كما ترجم من الفرنسية إلى العربية قصة تاييس، وقصة الزئبقة الحمراء للمؤلف «أنا تول فرانس» وقصة «طرطوف» لموليير.

## جوائز
- حاز على وسام الأكاديمية الفرنسية.

## وفاته
- توفى في 22 يونيو 1989.